# Kusumoto Ine
Kusumoto Ine (Dejima, Nagasaki, 31 de maig de 1827 – Azabu, Tòquio, 27 d'agost de 1903; nascuda Shiimoto Ine 失本 稲), també coneguda com a Oine, va ser la primera metgessa de medicina occidental al Japó.
Era filla de Kusumoto Taki, una cortesana de Nagasaki, i el metge alemany Philipp Franz von Siebold, que va treballar a Dejima, una illa restringida als estrangers, durant el llarg període de reclusió del Japó del món. Ine també era coneguda com a O-Ine i més tard va prendre el nom d'Itoku (伊篤</link>). En japonès se l'anomena sovint Oranda O-Ine ("O-Ine holandesa") per la seva associació amb Dejima i el seu aprenentatge occidental en holandès.
Siebold va ser desterrat del Japó el 1829, però va aconseguir mantenir Ine i la seva mare, i va fer que els seus estudiants i col·laboradors les cuidessin. La reputació d'Ine va créixer després de ser doctora en medicina occidental, i va guanyar el patrocini del senyor feudal Date Munenari. Va estudiar en diversos llocs del Japó i amb distints professors, un dels quals la va embarassar —probablement la va violar— donant lloc a la seva única filla; i mai es va casar. Es va establir a Tòquio després que el país acabés amb la seva reclusió. Des de la seva mort, Kusumoto Ine ha estat objecte de novel·les, obres de teatre, còmics i musicals al Japó.

## Primers anys

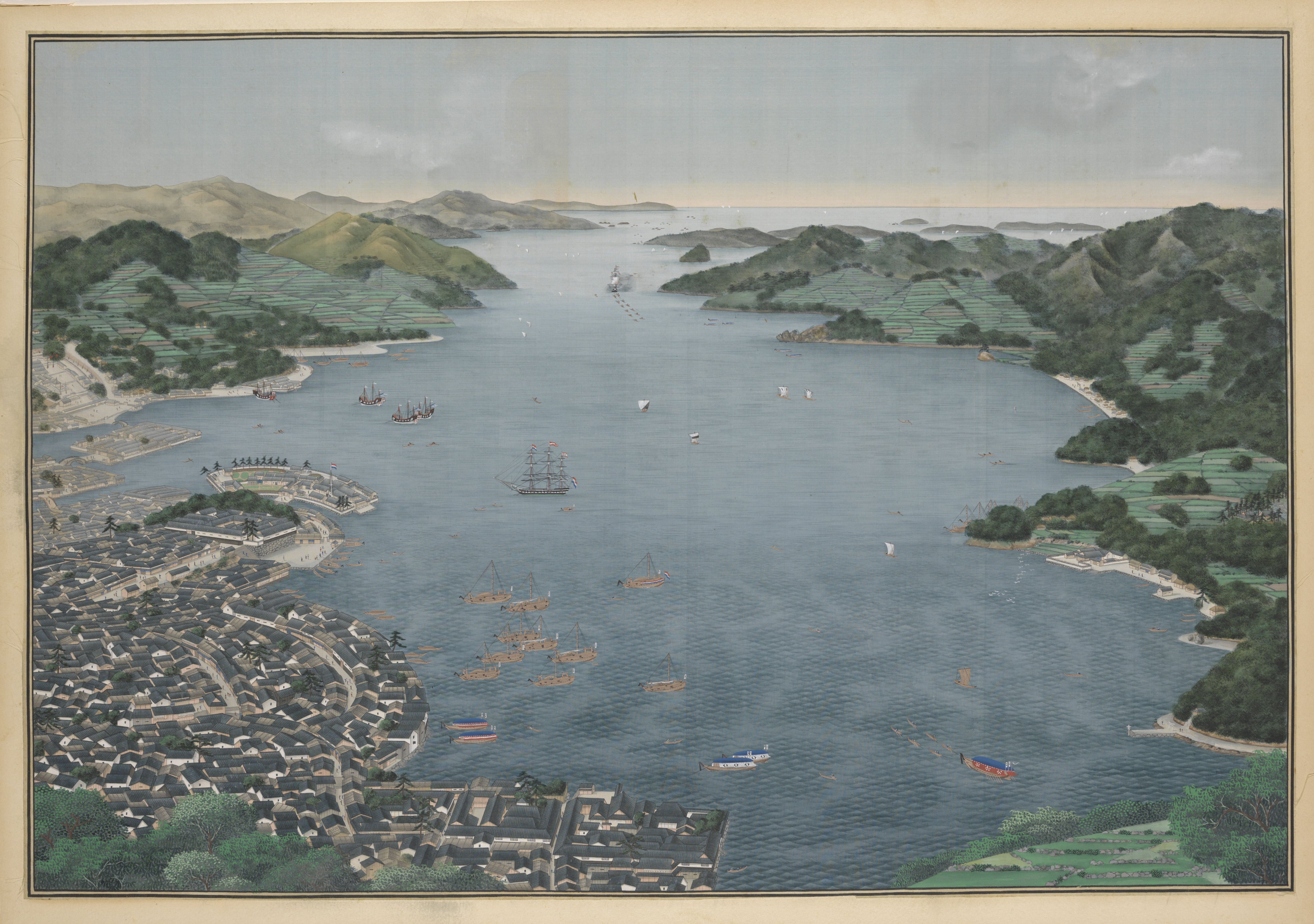
Pintura en seda del port de Nagasaki, de Kawahara Keiga. Mostra el lloc comercial holandès de Dejima.

Kusumoto Ine va néixer el 31 de maig de 1827 a la ciutat de Nagasaki. El cognom Shiimoto prové d'una adaptació japonesa del cognom del seu pare alemany, el metge Philipp Franz von Siebold, que treballava com a metge en una fàbrica holandesa a Dejima, una illa artificial a la badia de Nagasaki, l'únic lloc de comerç i intercanvi directe entre el Japó i Europa durant els més de dos segles de l'autoaïllament gairebé total del Japó del món. Allà va tenir un paper en la introducció de tècniques mèdiques occidentals al país nipó. La mare de Shiimoto Ine era Kusumoto Taki, una cortesana enviada als 16 anys des del districte de plaer Maruyama, de Nagasaki, el 1823, per ser la concubina de Siebold.

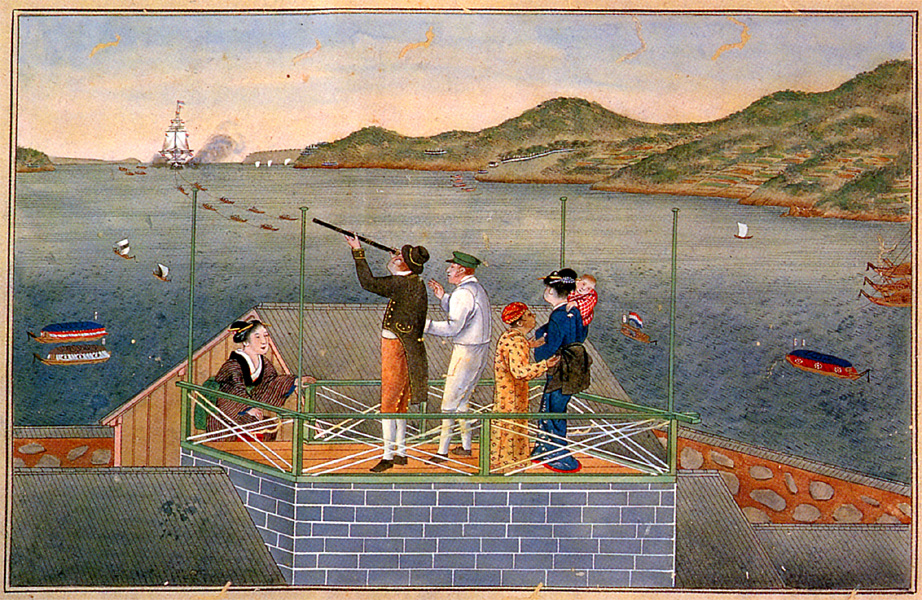
Arribada d'un vaixell holandès remolcat a Dejima, de Kawahara Keiga

Kusumoto Ine va viure amb els seus pares a Dejima fins que Siebold en va ser desterrat el 22 d'octubre de 1829 per exportar -suposadament- informació restringida recopilada il·lícitament del geògraf Takahashi Kageyasu. Va ser acusat de contraban d'articles, inclosos mapes que es creia que podrien caure en mans dels enemics del Japó, com Rússia, que representava una amenaça a les fronteres del nord del Japó. A Ine, de dos anys, i la seva mare, no se'ls va permetre sortir del país, i es van acomiadar de Siebold. Més endavant Kusumoto Taki es va casar amb un home anomenat Wasaburō.

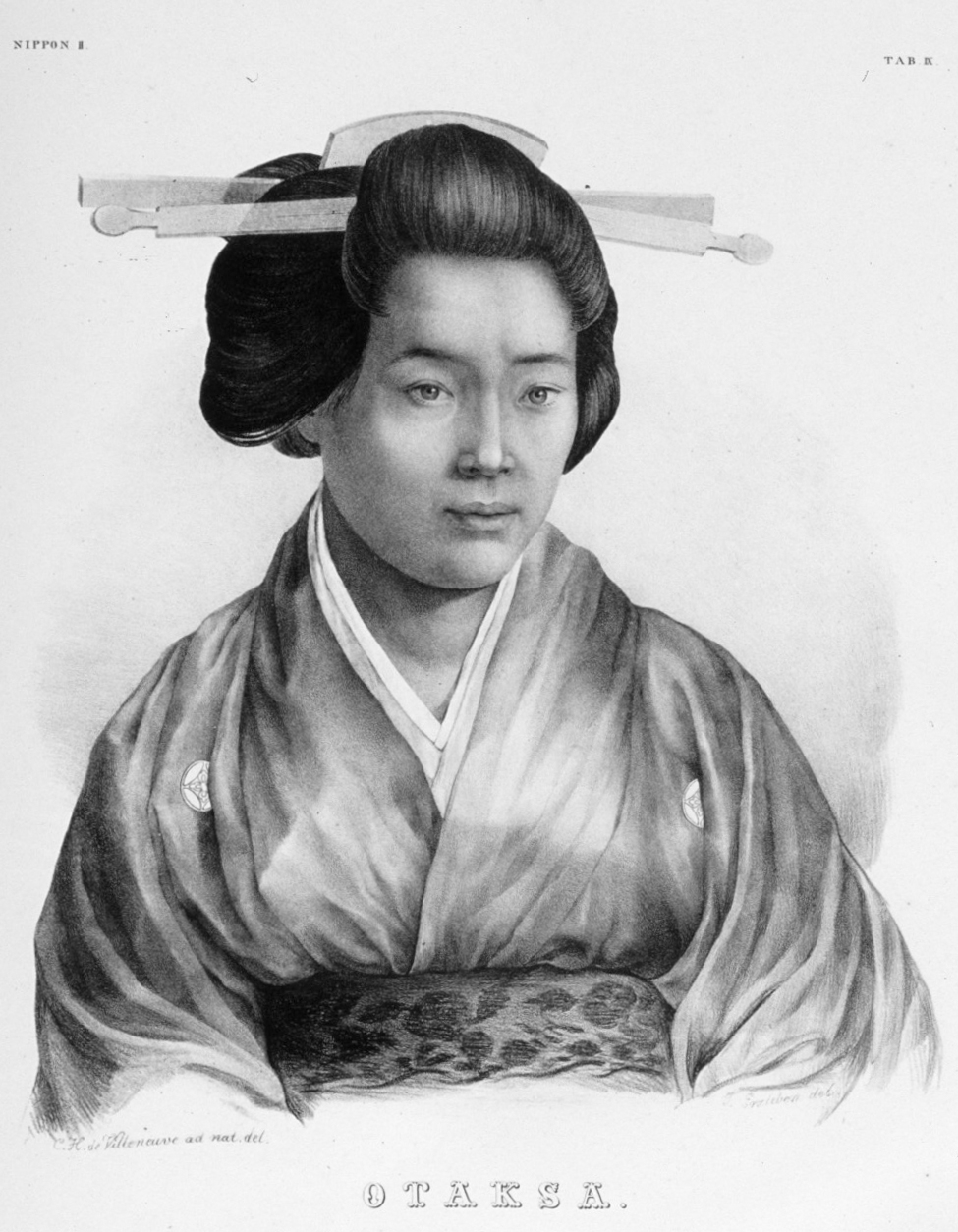
Retrat de Kusumoto Taki, c. dècada de 1830

El ric Siebold va deixar la seva família amb prou recursos per mantenir-se i va organitzar que els seus deixebles i associats en tinguessin cura. Va enviar a Kusumoto Ine llibres de gramàtica holandesa, importants per als estudis occidentals de l'època al Japó, i els estudiants de Siebold van contribuir a la seva educació. Una història apòcrifa explica que la noia va fugir als 14 o 15 anys per estudiar medicina amb un d'ells, Ninomiya Keisaku, al domini Uwajima.

## Formació i carrera professional

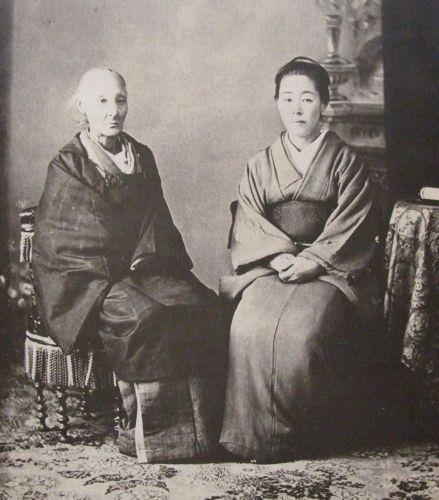
Kusumoto Ine, de gran, amb la seva filla, Kusumoto Takako

La formació mèdica de Kusumoto Ine es va iniciar oficialment el 1845, quan va començar a estudiar obstetrícia al domini d'Okayama, amb un altre dels estudiants de Siebold, Ishii Sōken. Va deixar els estudis amb Sōken quan el 1851 la va embarassar. Va tornar a Nagasaki, on va donar a llum el 1852 una filla, a qui va anomenar Tada, que significa "lliure", simbolitzant que el cel li havia concedit aquesta criatura "de franc". En el seu relat de la vida de la seva mare, la mateixa Tada afirma que l'embaràs de Kusumoto Ine va ser el resultat de la violació de Sōken.

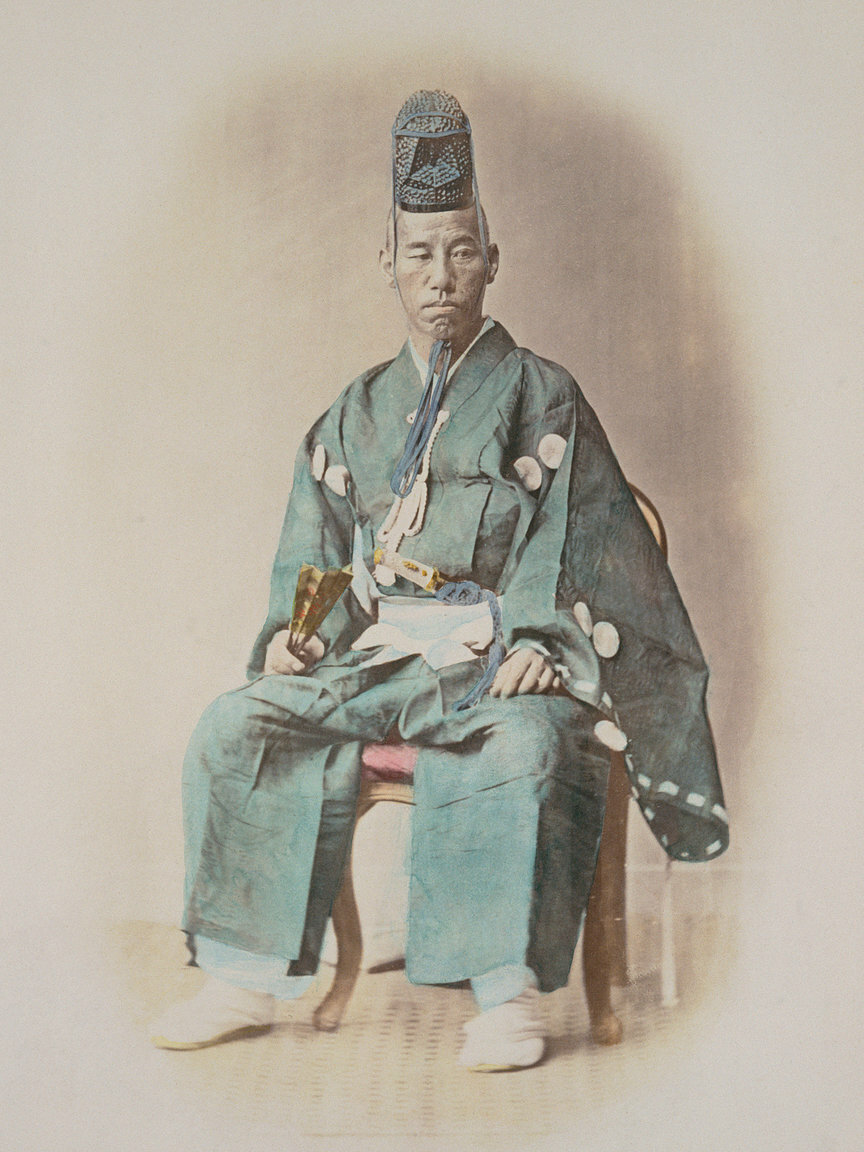
El senyor feudal Date Munenari va ser mecenes de Kusumoto Ine i de l'ensenyament occidental.

Kusumoto Ine va continuar els estudis a Nagasaki amb Abe Roan. El 1854 va deixar Tada atesa amb la seva mare i va anar amb el nebot de Ninomiya Keisaku, Mise Shūzō, a estudiar amb Keisaku a Uwajima, el senyor del qual, el daimyō Date Munenari, promovia amb entusiasme l'aprenentatge occidental.
La reclusió del Japó va acabar el 1854, el 1859 Nagasaki es va obrir com a port franc i els holandesos van abandonar Dejima per un consolat a la capital, Edo (l'actual Tòquio). Siebold va rebre el perdó i va tornar a Nagasaki aquell any amb el seu fill Alexander, de 13 anys, del seu matrimoni alemany. Shūzō es va convertir en l'alumne, traductor i assistent personal de Siebold, i el professor de japonès d'Alexander. Kusumoto Ine va viure al principi a la casa del seu pare, però la relació va ser tensa i Kusumoto Ine aviat es va mudar. Va treballar estretament amb Shūzō, que l'ajudava en les seves comunicacions en holandès. La reputació del seu pare la va ajudar a guanyar pacients. L'abril de 1862, Siebold va marxar del Japó i ja no hi va tornar mai més.
Kusumoto Ine va continuar aprenent de metges holandesos de la comunitat de Nagasaki, com J. L. C. Pompe van Meerdervoort, que va valorar les seves habilitats. Van Meerdervoort va fundar el 1861 el primer hospital i escola de medicina d'estil occidental al Japó, el Nagasaki Yōjōsho, amb el suport del govern militar, i Kusumoto Ine va assistir a classes al pavelló de dones i va ajudar-hi en les intervencions. Va ser la primera dona al Japó que va presenciar la dissecció d'un cadàver humà, realitzada per Van Meerdervoort.
La seva reputació i les seves connexions a la comunitat d'aprenentatge occidental van fer merèixer per a Kusumoto Ine el patrocini de Date Munenari, el favor del qual es va estendre a la seva filla, ja aleshores anomenada Takako. Com que la seva sang barrejada entre alemanya i japonesa podria portar-la a patir discriminació, Munenari li va fer canviar el nom per Kusumoto Itoku. Ine tenia una consulta oberta a Uwajima i viatjava sovint entre Nagasaki i Uwajima durant la dècada de 1860. Munenari va fer esforços en nom del seu pare i Shūzō, que van ser arrestats el 1861 a Edo per faccions anti-estrangeres. Shūzō va ser alliberat el 1865 i va tornar a Uwajima, on el 1866 es va casar amb Takako.

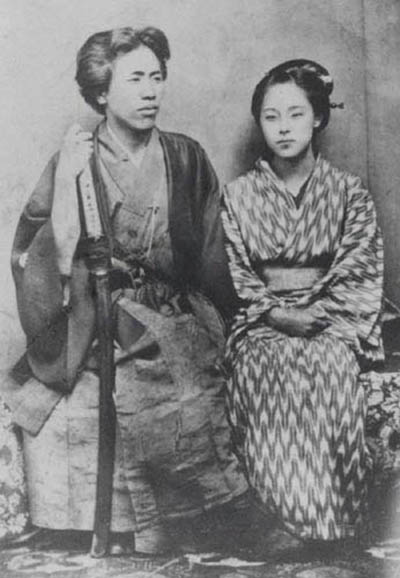
Kusumoto Takako (dreta) i el seu marit, Mise Shūzō (esquerra)

La mare de Kusumoto Ine va morir el 1869. Per aquesta època, va estudiar obstetrícia a Nagasaki amb Antonius Bauduin, que era pioner en l'ooforectomia allà i va ser nomenat a l'escola nacional de medicina Tōkō a Tòquio, on l'emperador s'havia traslladat després de la seva restauració. Després d'altres moviments, Kusumoto Ine també es va instal·lar a Tòquio.
Va tornar a Nagasaki, on va obtenir la llicència de llevadora el 1884. I a Tòquio el 1889 i potser es va retirar el 1895, moment en què la família es va traslladar a una casa d'estil occidental a Azabu. Va morir allà el 27 d'agost de 1903, potser per una intoxicació alimentària. Va gaudir del suport social de les comunitats mèdiques i erudites d'estil occidental, de l'alta estima dels seus estudiants i companys professionals.

## Llegat
La seva figura ha esdevingut protagonista d'històries literàries i televisives. Així, Kusumoto Ine apareix com a personatge principal a les novel·les Kashin (1972), de Ryōtarō Shiba, i Von Siebold no Musume, d'Akira Yoshimura (1979), traduïda per Richard Rubinger com a Siebold's Daughter (2016). I també als drames de televisió Oranda no Ine ("Ine of Holland") el 1970, Kashin, el 1977 (basat en la novel·la de Shiba), i O-Ine: Chichi no na wa Siebold ("O-Ine: El seu pare es diu Siebold" ) el 2000. Els musicals basats en la vida de Kusumoto Ine inclouen Bakumatsu Gāru: Dokutoru O-Ine Monogatari ("Bakumatsu Girl: The Tale of Doktor O-Ine"), que es va estrenar a Ehime el 2012.